# Georg Scheffers
Georg Scheffers est un mathématicien allemand spécialisé en géométrie différentielle, né le 21 novembre 1866 à Altendorf (village aujourd'hui incorporé dans Holzminden)  et mort le 12 août 1945 à Berlin.  

## Carrière
Scheffers étudie à partir de  1884 à l'Université de Leipzig avec Felix Klein et Sophus Lie. En 1890 il soutient une thèse de doctorat sous la direction de Sophus Lie (« Bestimmung einer Classe von Berührungstransformationsgruppen des dreifach ausgedehnten Raumes »). En 1896, Scheffers devient dozent à l'Université de technologie de Darmstadt, où il est nommé  professeur en 1900. De 1907 à 1935, année de son départ en retraite, Scheffers est professeur à l'Université technique de Berlin. En 1910 il est élu membre de la Académie allemande des sciences Leopoldina. De 1911 à 1912 il était recteur de l'université.

## Travaux
Scheffers, soutenu par Lie, travaille sur la géométrie des transformations (géométrie sur laquelle il a écrit un livre avec Lie) et des surfaces de translation ("« Das Abelsche und das Liesche Theorem über Translationsflächen »", Acta Mathematica, 1904). Il a également édité des conférences de Lie (sur les groupes de Lie). Scheffers est auteur d'un certain nombre de manuels qui étaient largement utilisés à l'époque (il a également publié le manuel d'analyse de Joseph Serret en traduction allemande) et de plusieurs ouvrages de vulgarisation scientifique. Scheffers est connu pour un article sur les courbes transcendantales spéciales (y compris les courbes W ) qui est paru dans l'Enzyklopädie der mathematischen Wissenschaften en 1903: et intitulé "Besondere transzendenten Kurven" (courbes transcendantales spéciales). Il écrit sur les surfaces de translation un article dans  Acta Mathematica en 1904 : intitulé "Das Abel'sche und das Lie'sche Theorem über Translationsflächen" (le théorème d'Abel et Lie sur les surfaces de translation). 

## Ouvrages

### Traités de Sophus Lie
Scheffers est co-auteur et éditeur, avec Sophus Lie, de trois des premières textes de la théorie de Lie : 
- 1891: Vorlesungen über Differentialgleichungen mit bekannten infinitesimalen Transformationen[2] ;
- 1983 Vorlesungen über continuierliche Gruppen[3],
- 1896: Geometrie der Berührungstransformationen[4]

### Manuels
Scheffers publie des manuels, dont  :
- Anwendung der Differential- und Integralrechnung auf die Geometrie
  - volume I : Einführung in die Theorie der Curven in der Ebene und in Raum 1901[5] ;
  - volume II :  Einführung in die Theorie der Flächen(1902)[6].

Une deuxième édition a été publiée en 1910 (vol. 1) et 1913 (vol. 2), et une troisième édition en 1922.
- Lehrbuch der Mathematik (manuel de mathématiques)[8].  En 1958, ce livre est republié pour la quatorzième fois.
- Lehrbuch der darstellenden Geometrie[9] (Manuel sur la géométrie descriptive) (1919)[10]
- Des livres grand public :
  - Allerhand aus der zeichnenden Geometrie (1930);
  - Wie findet und zeichnet man Gradnetze von Land- und Sternkarten? (1934).

### Cours de Serret
- Cours de calcul différentiel et intégral de Serret;

En 1907, Scheffers publie les deux premiers volumes de sa révision et réécriture de la version, déjà révisée par Georg Bohlmann en 1897-1899, de la traduction allemande de 1884 par Axel Harnack du célèbre Cours de calcul différentiel et intégral en deux volumes de Serret publié pour la première fois par Gauthier-Villars en 1868 En 1909, Scheffers publie le troisième et dernier volume de sa réécriture de la version de Bohlman de l'ouvrage en deux volumes de Serret. Dans une nouvelle édition, Scheffers ajoute une annexe de 46 pages de notes historiques pour les premier et deuxième volumes. 